# Irmstett
Irmstett ist ein Ortsteil der französischen Gemeinde Scharrachbergheim-Irmstett im Département Bas-Rhin in der Region Grand Est (bis 2015 Elsass).

## Geschichte

### Mittelalter
Irmstett gehörte zur Herrschaft Ochsenstein. Als die Familie derer von Ochsenstein im Mannesstamm mit Georg von Ochsenstein 1485 ausstarb, gelangte das Erbe über dessen Schwester an die Grafen von Zweibrücken-Bitsch.

### Neuzeit
1570 kam es zu einem weiteren Erbfall, der Irmstett zur Grafschaft Hanau-Lichtenberg brachte: Graf Jakob von Zweibrücken-Bitsch (* 1510; † 1570) und sein schon 1540 verstorbener Bruder Simon V. Wecker hinterließen nur jeweils eine Tochter als Erbin. Die Tochter des Grafen Jakob, Margarethe (* 1540; † 1569), war mit Philipp V. von Hanau-Lichtenberg (* 1541; † 1599) verheiratet. Zu dem sich aus dieser Konstellation ergebenden Erbe zählte auch die Herrschaft Ochsenstein. In der Verwaltungsstruktur der Grafschaft Hanau-Lichtenberg wurde Irmstett dem Amt Westhofen zugeschlagen. Philipp V. von Hanau-Lichtenberg führte in den ererbten Gebieten sofort die Reformation durch, die wie sein übriges Herrschaftsgebiet nun lutherisch wurden.
Mit der Reunionspolitik Frankreichs unter König Ludwig XIV. kamen das Amt Westhofen und Irmstett unter französische Oberhoheit. Nach dem Tod des letzten Hanauer Grafen, Johann Reinhard III., fiel das Erbe – und damit auch Irmstett – 1736 an den Sohn seiner einzigen Tochter, Charlotte, den Erbprinzen und späteren Landgrafen Ludwig (IX.) von Hessen-Darmstadt. Mit dem durch die Französische Revolution begonnenen Umbruch wurde das Amt Westhofen Bestandteil Frankreichs und in den folgenden Verwaltungsreformen aufgelöst. 1798 hatte das Dorf 130 Einwohner.
Zum 1. Januar 1975 fusionierte Irmstett mit der Gemeinde Scharrachbergheim zu der neuen Gemeinde Scharrachbergheim-Irmstett.